# James Curtis Hepburn
James Curtis Hepburn (Milton, 13 marzo 1815 – East Orange, 11 giugno 1911) è stato un missionario statunitense noto per aver elaborato il sistema  di traslitterazione della scrittura giapponese noto come sistema Hepburn.

## Biografia
Hepburn, dopo aver frequentato le università di Princeton e della Pennsylvania, divenne medico. Si trasferì come missionario in Cina ma fu costretto a permanere per un anno a Singapore a causa della chiusura della Cina agli stranieri.
Tornato nel 1845 negli Stati Uniti, iniziò a esercitare come medico a New York.
Nel 1859 si trasferì in Giappone, sempre come missionario medico, dove iniziò l'opera di conversione del sistema di scrittura giapponese in caratteri dell'alfabeto romano. Il sistema di traslitterazione da lui elaborato prende il suo nome.
Hepburn è stata la prima persona a tradurre la Bibbia in giapponese oltre che autore di diversi vocabolari inglese-giapponese.